# Сент-Луис
Сент-Лу́ис (англ. St. Louis [seɪnt ˈluːɪs] или [sænt ˈluː.iː], фр. Saint-Louis [sɛ̃ ˈlwi]) — независимый город в США, в штате Миссури.
Назван французскими колонистами в честь короля Людовика Святого (фр. Saint Louis), канонизированного католической церковью в 1297 году. Население — 293 310 человек (2021, 70-й в США), население региональной агломерации Сент-Луис — 2 805 473 человека (20-е место в США). Неофициальные названия — «Город-ворота» и «Город курганов».

## География
Город расположен на западном берегу реки Миссисипи, к югу от места впадения в неё реки Миссури. Граничит с округом Сент-Луис, но не является его частью. В окрестностях простираются холмистые прерии и известняковые курганы Кахокии.

### Климат
В городе преобладает умеренно континентальный климат, потому что вблизи города не расположены ни крупные горные массивы, ни крупные водоёмы. Территория подвержена как воздействию холодных арктических воздушных масс из Канады, так и влажным тропическим воздушным массам из Мексиканского залива.
Средняя температура составляет 13,5 °C, средний уровень осадков 980 мм. Летом температура обычно достигает 32 °C, а зимой обычно опускается до −6 °C. Отмечалась рекордно низкая температура −30.0 °C и рекордно высокая 47,2 °C. В 1995 и 1999 годах аномальная жара и высокая влажность стали причиной смерти сотен человек.
В год 40-50 дней могут быть грозовыми и иногда сопровождаться торнадо.
27 мая 1896 года, примерно в 18:30 на город обрушился смертоносный торнадо. По официальным данным, смерч убил около 200 человек, по неофициальным около 400, из них около 137 человек погибли в городе Сент-Луис. К другим стихийным бедствиям, не столь частым для Сент-Луиса, относятся метели и бури.
| Показатель                    | Янв. | Фев. | Март | Апр. | Май   | Июнь | Июль | Авг. | Сен. | Окт. | Нояб. | Дек. | Год   |
| ----------------------------- | ---- | ---- | ---- | ---- | ----- | ---- | ---- | ---- | ---- | ---- | ----- | ---- | ----- |
| Средний суточный максимум, °C | 3,1  | 5,8  | 12,5 | 19,3 | 24,5  | 29,5 | 31,8 | 30,7 | 26,6 | 20,2 | 12,6  | 5,3  | 18,5  |
| Средняя температура, °C       | −1,5 | 1,0  | 7,2  | 13,7 | 18,9  | 24,1 | 26,5 | 25,3 | 21,2 | 14,6 | 7,8   | 1,0  | 13,3  |
| Средний суточный минимум, °C  | −6,2 | −3,8 | 1,9  | 8,0  | 13,3  | 18,7 | 21,3 | 19,9 | 15,8 | 9,0  | 3,1   | −3,3 | 8,1   |
| Норма осадков, мм             | 45,9 | 53,8 | 90,9 | 88,9 | 100,8 | 94,4 | 97,7 | 72,3 | 79,2 | 68   | 83,3  | 76,9 | 952,7 |
| Источник: World Climate       |      |      |      |      |       |      |      |      |      |      |       |      |       |

## История
До пришествия французских колонистов места, где сейчас находится город, населяли индейцы, представители культуры строителей курганов, благодаря которым Сент-Луис получил своё прозвище «Город курганов».
Поселение, на месте которого сейчас располагается Сент-Луис, было основано французами в 1763 году. С 1766 по 1768 год поселением управлял французский губернатор Луи Сент-Анж де Бельрив. Затем контроль перешел к испанским губернаторам. К 1800 году население городка составляло около 1000 человек. США приобрели Сент-Луис у Франции в 1803 году в результате сделки, получившей название «Луизианская покупка».
Сент-Луис был официально зарегистрирован как город 9 ноября 1809, хотя горожане создали своё законодательное собрание ещё в 1808 году.
Экспедиция Льюиса и Кларка вышла из Сент-Луиса в мае 1804, достигнув Тихого океана в 1805, и вернулась в 1806 году.
С 1817 года в регионе развивается пароходство.
В 1820 году был основан штат Миссури, а 9 декабря 1822 Сент-Луис был официально включён в его состав.
В 1827 году в Сент-Луисе был построен арсенал армии США.
С 1840 года в Сент-Луис наблюдается наплыв иммигрантов, преимущественно из Германии, Чехии и Ирландии. Население города, составлявшее в 1840 году около 20 000, к 1850 году достигает 77 860, а к 1869 перевалило за 160 000.
Гражданская война мало затронула город в военном отношении, но подорвала его экономику.
В 1891 году по проекту архитектора Луиса Салливана в городе строится один из первых в истории небоскребов — 10-этажная башня Уэйнрайта (сейчас она используется в качестве офиса правительства штата).
В 1904 году в Сент-Луисе проходят Всемирная выставка и летние Олимпийские игры.
В 1915 году в Сент-Луисе основан Вебстерский университет.
12 февраля 1963 года в Сент-Луисе началось строительство огромной арки, получившей прозвище «Врата на Запад» и вскоре ставшей визитной карточкой Сент-Луиса.

## Население
После роста до середины XX века, когда в городе жило более 800 тысяч человек, в Сент-Луисе с середины 1950-х население начало резко сокращаться. С переписи 1950 года население города сократилось на 64 %, это самый высокий показатель в США среди всех городов с населением более 100 тысяч человек. При этом население региональной агломерации Сент-Луиса растёт и приближается к 3 млн человек. Растёт и население городской территории. Основной причиной сокращения населения самого города стали субурбанизация и «бегство белых». Основная часть мигрантов последних лет — уроженцы Латинской Америки, но представлены, к примеру, и вьетнамцы. Также в городе располагается крупнейшая за пределами Боснии и Герцеговины община боснийцев.
| 1810     | 1830     | 1840     | 1850     | 1860     | 1870     | 1880     | 1890     | 1900     | 1910     | 1920     | 1930     |
| -------- | -------- | -------- | -------- | -------- | -------- | -------- | -------- | -------- | -------- | -------- | -------- |
| 1600     | ↗4977    | ↗16 469  | ↗77 860  | ↗160 773 | ↗310 864 | ↗350 518 | ↗451 770 | ↗575 238 | ↗687 029 | ↗772 897 | ↗821 960 |
| 1940     | 1950     | 1960     | 1970     | 1980     | 1990     | 2000     | 2010     | 2010     | 2011     | 2012     | 2013     |
| ↘816 048 | ↗856 796 | ↘750 026 | ↘622 236 | ↘453 805 | ↘396 685 | ↘348 189 | ↘319 294 | ↘319 257 | ↘319 147 | ↘319 112 | ↘318 416 |
| 2015     | 2020     |          |          |          |          |          |          |          |          |          |          |
| ↘315 685 | ↘301 578 |          |          |          |          |          |          |          |          |          |          |

## Транспорт
Сент-Луис обслуживают три аэропорта, крупнейшим из которых является Международный аэропорт имени Ламберта. В систему общественного транспорта города входят лёгкое метро, внутригородские и пригородные автобусы, службы такси.

## Спорт
В Сент-Луисе выступают бейсбольная команда «Сент-Луис Кардиналс» и хоккейная команда «Сент-Луис Блюз».
«Кардиналс» — одна из старейших и известнейших бейсбольных команд. Она становилась победителем Мировой серии 11 раз, последний — в 2011 году. Выступает на «Буш-стэдиум», который был открыт в 2006 году, рядом со одноимённым старым стадионом.
«Блюз» были основаны в 1967 году, в сезоне 2018/19 впервые завоевали Кубок Стэнли. Выступают на арене «Энтерпрайз-центр», которая была открыта в 1994 году.
В 2014 году была создана футбольная команда «Сент-Луис», которая выступает в лиге Чемпионшип ЮСЛ.
В период с 1995 по 2015 годы в городе выступала команда по американскому футболу «Сент-Луис Рэмс» из НФЛ, которая смогла выиграть Супербоул в 2000 году. После сезона 2015 года клуб переехал в Лос-Анджелес.

## Интересные факты
Начиная с середины 1990-х годов индекс преступности Сент-Луиса снизился, хотя количество насильственных преступлений и имущественных преступлений в городе Сент-Луис по-прежнему выше и по сравнению с штатом, и по сравнению с Соединенными Штатами в целом: в 2016 году было совершено 6017 насильственных преступлений (англ. violent crime) на 314 507 человек населения, что соответствует 1913 преступлениям на 100 тысяч человек, в этом же году аналогичный показатель в штате составил 519,4, а в среднем по стране составлял 386,3. Сент-Луис также часто входит в число «самых опасных» в стране согласно CQ Press , хотя эти рейтинги являются спорными и не отражают уровень преступности в агломерации большого Сент-Луиса. В 2012 году Сент-Луис занял 4 место в ТОП-5 самых опасных городов в Америке по числу убийств на душу населения, уступив первенство городам Флинт (штат Мичиган) и Детройт.

## Города-побратимы
- Богор, Индонезия (май 2004)[14]
- Болонья, Италия (30 июля 1987)[15]
- Брчко, Босния и Герцеговина (2008)[16]
- Голуэй, Ирландия (1977)[17][18]
- Джорджтаун, Гайана (14 августа 1990)[19]
- Донегол, Ирландия (март 1994)[20]
- Донегол, Ирландия
- Йокнеам-Илит, Израиль
- Лион, Франция (январь 1976)[21]
- Нанкин, Китай (1979)[22][23]
- Росарио, Аргентина (8 ноября 2017)[24][25]
- Самара, Россия (1992)[26]
- Сан-Луис, Бразилия
- Сан-Луис-Потоси, Мексика[27]
- Сен-Луи, Сенегал (1994)[28]
- Сува, Япония (1974)[29]
- Ухань, Китай (1994)[30]
- Штутгарт, Германия (10 марта 1960)[31][32]
- Щецин, Польша (октябрь 1992)[33][34]

## Известные уроженцы
- Харрингтон, Майкл[англ.] (1928—1989) — североамериканский политический теоретик, профессор политологии, демократический социалист, активист, публицист, основатель организации Демократические социалисты Америки, внесён в Британскую энциклопедию[35].
- Берри Чак (1926—2017) — американский гитарист, певец, композитор, является автором таких композиций, как Johnny B. Goode, Maybellene и т. д.
- Берроуз, Уильям Сьюард (1914—1997) — американский писатель и эссеист. Один из ключевых американских авторов второй половины XX века и важнейший представитель бит-поколения.